# Aliaksandr Karnitsky
Aliaksandr Ivanavitch Karnitsky, né le 14 février 1989 à Stowbtsy, est un footballeur biélorusse évoluant au poste de milieu de terrain.

## Biographie
Il rejoint à la trêve hivernale de la saison 2013-2014 le club biélorusse du BATE Borisov, pour un montant de 75 000 €. Il marque son premier but en Ligue des champions le 30 septembre 2014, lors d'un match contre le club espagnol de l'Athletic Bilbao.

## Palmarès
- Championnat de Biélorussie : 2014 et 2015
- Coupe de Biélorussie : 2015
- Coupe de Russie : 2018